# Linsingen (Frielendorf)
Das kleine Dorf Linsingen ist seit dem 31. Dezember 1971 ein Ortsteil der Gemeinde Frielendorf im nordhessischen Schwalm-Eder-Kreis.
Das Haufendorf liegt südwestlich des Hauptortes im Frielendorfer Hügelland. An seinem östlichen Ortsende entspringt der Grom-Bach.

## Geschichte

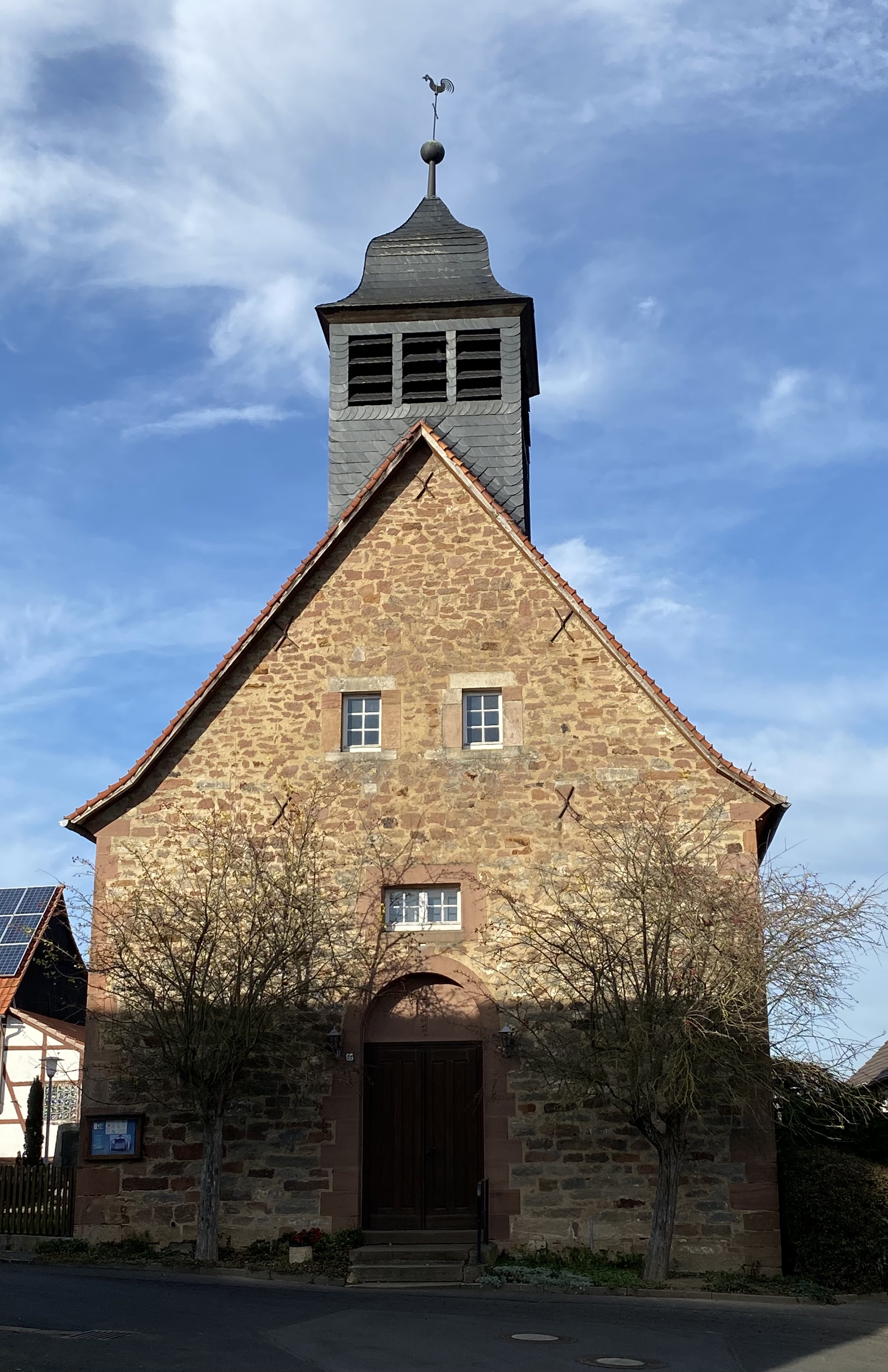
Evangelische Kirche

Die älteste bekannte schriftliche Erwähnung von Linsingen erfolgte unter dem Namen Linzingen im Jahr 1230 in einer Urkunde des Klosters Haina. im Jahr 1241 werden hier die Herren von Linsingen als Grundherren genannt.
Die evangelische Kirche wurde 1933/34 von dem Marburger Architekten Karl Rumpf an Stelle des Vorgängerbaus, einer Fachwerkkirche von 1780, erbaut und zeigt bis heute meistenteils die bauzeitliche Ausstattung, u. a. ein Fenster des Marburger Glasmalers Erhardt Klonk.
Zum 31. Dezember 1971 wurde der Ort im Zuge der Gebietsreform in Hessen auf freiwilliger Basis in die Gemeinde Frielendorf eingegliedert. Für die ehemals eigenständigen Gemeinden von Frielendorf wurde je ein Ortsbezirk mit Ortsbeirat und Ortsvorsteher nach der Hessischen Gemeindeordnung gebildet.

## Bevölkerung

### Einwohnerstruktur 2011
Nach den Erhebungen des Zensus 2011 lebten am Stichtag, dem 9. Mai 2011, in Linsingen 141 Einwohner. Darunter waren keine Ausländer.
Nach dem Lebensalter waren 21 Einwohner unter 18 Jahren, 48 zwischen 18 und 49, 33 zwischen 50 und 64 und 36 Einwohner waren älter. Die Einwohner lebten in 57 Haushalten. Davon waren 12 Singlehaushalte, 24 Paare ohne Kinder und 18 Paare mit Kindern, sowie 6 Alleinerziehende und keine Wohngemeinschaften. In 12 Haushalten lebten ausschließlich Senioren und in 33 Haushaltungen lebten keine Senioren.

### Einwohnerentwicklung
| Quelle: Historisches Ortslexikon |                                                |
| • um 1510:                       | 3 wehrhafte Männer                             |
| • 1537:                          | 13 Hausgesesse                                 |
| • 1585:                          | 15 Hausgesesse                                 |
| • 1639:                          | 11 Hausgesesse, zwei Witwen                    |
| • 1681:                          | 14 Hausgesesse, ein Ausschuss, ein Junggeselle |
| • 1750:                          | 14 Haushalte, 94 Einwohner                     |

| Linsingen: Einwohnerzahlen von 1834 bis 2017 | Linsingen: Einwohnerzahlen von 1834 bis 2017 | Linsingen: Einwohnerzahlen von 1834 bis 2017 | Linsingen: Einwohnerzahlen von 1834 bis 2017 | Linsingen: Einwohnerzahlen von 1834 bis 2017 |
| --- | -------------------------------------------- | -------------------------------------------- | -------------------------------------------- | -------------------------------------------- |
| Jahr |                                              |                                              |                                              | Einwohner                                    |
| 1834 | 1834                                         |                                              | 151                                          | 151                                          |
| 1840 | 1840                                         |                                              | 165                                          | 165                                          |
| 1846 | 1846                                         |                                              | 181                                          | 181                                          |
| 1852 | 1852                                         |                                              | 180                                          | 180                                          |
| 1858 | 1858                                         |                                              | 155                                          | 155                                          |
| 1864 | 1864                                         |                                              | 184                                          | 184                                          |
| 1871 | 1871                                         |                                              | 171                                          | 171                                          |
| 1875 | 1875                                         |                                              | 173                                          | 173                                          |
| 1885 | 1885                                         |                                              | 158                                          | 158                                          |
| 1895 | 1895                                         |                                              | 160                                          | 160                                          |
| 1905 | 1905                                         |                                              | 199                                          | 199                                          |
| 1910 | 1910                                         |                                              | 170                                          | 170                                          |
| 1925 | 1925                                         |                                              | 180                                          | 180                                          |
| 1939 | 1939                                         |                                              | 185                                          | 185                                          |
| 1946 | 1946                                         |                                              | 295                                          | 295                                          |
| 1950 | 1950                                         |                                              | 284                                          | 284                                          |
| 1956 | 1956                                         |                                              | 231                                          | 231                                          |
| 1961 | 1961                                         |                                              | 194                                          | 194                                          |
| 1967 | 1967                                         |                                              | 183                                          | 183                                          |
| 1980 | 1980                                         |                                              | ?                                            | ?                                            |
| 1990 | 1990                                         |                                              | ?                                            | ?                                            |
| 2000 | 2000                                         |                                              | ?                                            | ?                                            |
| 2011 | 2011                                         |                                              | 141                                          | 141                                          |
| 2017 | 2017                                         |                                              | 161                                          | 161                                          |
| Datenquelle: Historisches Gemeindeverzeichnis für Hessen: Die Bevölkerung der Gemeinden 1834 bis 1967. Wiesbaden: Hessisches Statistisches Landesamt, 1968. Weitere Quellen: LAGIS; Gemeinde Frielendorf, Zensus 2011 |                                              |                                              |                                              |                                              |

### Historische Religionszugehörigkeit
| Quelle: Historisches Ortslexikon |                                                                    |
| • 1861:                          | 174 evangelisch-reformierte Einwohner.                             |
| • 1885:                          | 158 evangelische (= 100 %) Einwohner                               |
| • 1961:                          | 170 evangelische (= 87,63 %), 24 katholische (= 12,37 %) Einwohner |

### Historische Erwerbstätigkeit
| • 1750: | zwei Schmiede, ein Töpfer, ein Wagner, die alle zugleich Ackerbauern sind                                                         |
| • 1838  | Familien: 16 Ackerbau, 10 Gewerbe, 7 Tagelöhner                                                                                   |
| • 1961  | Erwerbspersonen: 59 Land- und Forstwirtschaft, 30 produzierendes Gewerbe, 10 Handel und Verkehr, 5 Dienstleistungen und Sonstiges |

## Politik
Für die Ortsteile Linsingen  besteht ein Ortsbezirk (Gebiete der ehemaligen Gemeinden Linsingen) mit Ortsbeirat und Ortsvorsteher nach der Hessischen Gemeindeordnung. Der Ortsbeirat besteht aus fünf Mitgliedern.
Bei den Kommunalwahlen in Hessen 2021 betrug die Wahlbeteiligung zum Ortsbeirat Linsingen 71,7 %. Alle Kandidaten gehörten der „Bürgerliste  Linsingen“ an. Der Ortsbeirat wählte Markus Becker zum Ortsvorsteher.

## Kulturdenkmäler
Für die Kulturdenkmäler des Ortes siehe Liste der Kulturdenkmäler in Linsingen (Frielendorf).